# Hartlaubgambiet
Het Hartlaubgambiet is in het schaken een variant die ontstaat uit het Englundgambiet. Het gambiet heeft als beginzetten: 1.d4 e5 (het Englundgambiet) 2.de d6. De variant is vernoemd naar de Duitse schaker Dr. Carl Hartlaub.
In de Engelstalige wereld staat het gambiet bekend onder de namen Hartlaub-Charlick gambit en Blackburne-Hartlaub gambit.